# 华香藤
华香藤（学名：Jasminum sinense），又名华素馨、华清香藤，是木犀科素馨属的植物，为中国的特有植物。分布在中国大陆的贵州、四川、湖北、福建、江西、广西、云南、湖南、广东、浙江等地，生长于海拔200米至2,000米的地区，多生在山坡、灌丛以及林中。